# Fort Laramie (Wyoming)
Pour les articles homonymes, voir Laramie.
Fort Laramie est une municipalité américaine située dans le comté de Goshen au Wyoming.
Lors du recensement de 2010, sa population est de 230 habitants. La municipalité s'étend sur 0,27 milles carrés (0,7 km2).
Elle doit son nom au Fort Laramie, situé à proximité.

## Personnalités liées à Fort Laramie
- Harriet Hageman (1962-), femme politique, y est née.